# Palacio de Gödöllő
El Palacio de Gödöllő o Palacio de Grassalkovich (en húngaro: Grassalkovich-kastély o Gödöllői Királyi Kastély) es un palacio imperial y real situado en el municipio de Gödöllő, condado de Pest, en la Hungría central. Es famoso por ser el lugar favorito de Sisi, la emperatriz.

## Descripción

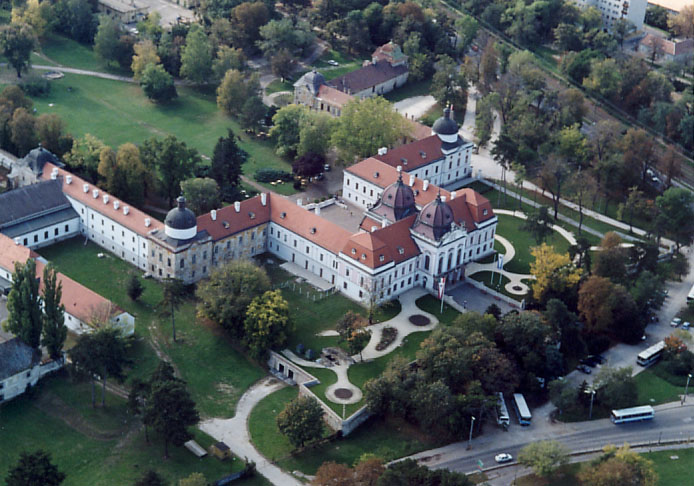
Vista aérea del palacio

El palacio es uno de los monumentos más importantes y más grandes de la arquitectura de palacios húngara. Su constructor, el conde Antal Grassalkovich I (1694-1771), fue una figura típica de la aristocracia húngara del siglo XVIII. Era un septemvir real, presidente de la Cámara húngara y confidente de la emperatriz María Teresa. La construcción se inició en torno a 1733, bajo la dirección de András Mayerhoffer (1690-1771), un constructor de Salzburgo, y se finalizó en 1760.
El palacio tiene forma de doble U, y está rodeado por un parque enorme. El edificio sufrió varias ampliaciones y modificaciones durante el siglo XVIII, su forma actual se estableció en el momento de la tercera generación de la familia Grassalkovich.